# Cordulegaster insignis
Cordulegaster picta Schneider, 1845. je vrsta iz familije Cordulegastridae. Srpski naziv ove vrste je Plavooki konjic daždevnjak. Više od jednog veka od prvog pronalaska o ovoj vrsti se u Srbiji ništa nije znalo, kad je ponovo otkrivena 2011. godine na Sokobanjskoj Moravic.

## Životni ciklus
Ženke polažu jaja ubušujući legalicu u pesak u plitkoj vodi. Larveno razviće traje više godina i zavisi od uslova sredine, odnosno vodnog režima. Larve su krupne i love iz zasede. Nakon završetka larvenog razvića izležu se odrasli a svoje egzuvije ostavljaju na kamenju i granju u blizini obale